# Unione Sportiva Livorno 1954-1955
Questa voce raccoglie le informazioni riguardanti l'Unione Sportiva Livorno nelle competizioni ufficiali della stagione 1954-1955.

## Stagione
Nella stagione 1954-1955 il Livorno ritorna tra i cadetti. Dopo l'ennesimo cambio ai vertici della società, Gaetano D'Alesio lascia la presidenza a Ferruccio Bellandi. Fra i tanti meriti di Mario Magnozzi vi è quello di dare il "la" alla carriera sportiva di atleti dal calibro di Mauro Lessi, Costanzo Balleri e appena un anno dopo di Armando Picchi e Antonio Renna. I primi tre sono bandiere del calcio amaranto, tutti futuri allenatori di talento. La campagna trasferimenti vede arrivare l'attaccante William Bronzoni che realizzerà 14 reti, dalla Spal ritorna Mido Bimbi, dal Treviso arriva l'ala Giovanni Bodini. Partenza rallentata in campionato, nel girone di andata vengono collezionati sette pareggi e due sconfitte, dopo la sconfitta interna con il Fanfulla alla ventesima di campionato, il Livorno parte in quarta e raccoglie 24 punti nelle ultime 14 partite. Un ruolino di marcia impressionante che stronca la resistenza delle concorrenti, solo il Bari regge il passo dei labronici ed insieme voleranno in Serie B. Miglior attacco del campionato per il Livorno con 53 reti realizzate.

## Rosa
| N. |                   | Ruolo | Calciatore         |
| -- | ----------------- | ----- | ------------------ |
|    | Italia (bandiera) | C     | Ennio Aliverti     |
|    | Italia (bandiera) | A     | Giorgio Argenziano |
|    | Italia (bandiera) | D     | Costanzo Balleri   |
|    | Italia (bandiera) | A     | Vito Bernardis     |
|    | Italia (bandiera) | C     | Mido Bimbi         |
|    | Italia (bandiera) | A     | Giovanni Bodini    |
|    | Italia (bandiera) | A     | William Bronzoni   |
|    | Italia (bandiera) | C     | Lorenzo Cappa      |
|    | Italia (bandiera) | C     | Fermino Cassin     |
|    | Italia (bandiera) | A     | Enzo Ceccherelli   |

| N. |                   | Ruolo | Calciatore           |
| -- | ----------------- | ----- | -------------------- |
|    | Italia (bandiera) | P     | Biagio Dreossi       |
|    | Italia (bandiera) | A     | Innocenzo Isolani    |
|    | Italia (bandiera) | D     | Mauro Lessi          |
|    | Italia (bandiera) | P     | Giorgio Macchi       |
|    | Italia (bandiera) | D     | Francesco Palma      |
|    | Italia (bandiera) | D     | Armando Picchi (III) |
|    | Italia (bandiera) | D     | Alfredo Simonti      |
|    | Italia (bandiera) | D     | Aldo Stocco          |
|    | Italia (bandiera) | C     | Marcello Taccola     |
|    | Italia (bandiera) | A     | Romano Taccola       |

## Risultati

### Girone di andata
| Arbitro: | Bartolomei (Roma) |

|                                                |           |  |
| Taccola III 8’ Bernardis 12’, 61’ Bronzoni 47’ | Marcatori |  |

| Arbitro: | Boati (Milano) |

|                     |           |  |
| Bronzoni 74’ (rig.) | Marcatori |  |

| Arbitro: | Fornari (Bologna) |

|             |           |                                 |
| Paolani 72’ | Marcatori | 10’, 64’ Taccola III 61’ Bodini |

| Arbitro: | Mori (Cremona) |

|             |           |             |
| Danieli 19’ | Marcatori | 6’ Bronzoni |

| Livorno 17 ottobre 1954 5ª giornata | Livorno           | 0 – 0 | Empoli | Stadio Comunale\| Arbitro: \| Grillo (Afragola) \| |
| Arbitro:                            | Grillo (Afragola) |       |        |                                                    |

| Arbitro: | Boati (Milano) |

|              |           |               |
| Traini I 40’ | Marcatori | 87’ Bernardis |

| Arbitro: | Bonetto (Torino) |

|              |           |               |
| Logaglio 43’ | Marcatori | 75’ Taccola I |

| Arbitro: | Pasini (Novara) |

|               |           |             |
| Bernardis 81’ | Marcatori | 24’ Quaglia |

| Arbitro: | Marchetti (Milano) |

|             |           |  |
| Bicicli 43’ | Marcatori |  |

| Arbitro: | Gambarotta (Genova) |

|                                             |           |               |
| Bernardis 40’, 62’ Bronzoni 49’, 55’ (rig.) | Marcatori | 57’ Trevisani |

| Arbitro: | Guarnaschelli (Pavia) |

|  |           |              |
|  | Marcatori | 53’ Bronzoni |

| Livorno 19 dicembre 1954 12ª giornata | Livorno           | 0 – 0 | Sanremese | Stadio Comunale\| Arbitro: \| Bartolimei (Roma) \| |
| Arbitro:                              | Bartolimei (Roma) |       |           |                                                    |

| Arbitro: | Smorto (Reggio Calabria) |

|              |           |  |
| Petrozzi 64’ | Marcatori |  |

| Catanzaro 2 gennaio 1955 14ª giornata | Catanzaro          | 0 – 0 | Livorno | Stadio Militare\| Arbitro: \| Famulari (Messina) \| |
| Arbitro:                              | Famulari (Messina) |       |         |                                                     |

| Arbitro: | Raule (Roma) |

|                             |           |           |
| Bronzoni 2’ Bodini 66’, 74’ | Marcatori | 61’ Frigo |

| Arbitro: | Boati (Milano) |

|             |           |                 |
| Gadaldi 31’ | Marcatori | 61’ Taccola III |

| Arbitro: | Moriconi (Roma) |

|               |           |  |
| Bernardis 63’ | Marcatori |  |

### Girone di ritorno
| Arbitro: | Coppa (Mariano Comense) |

|                                 |           |  |
| Guarnieri 10’ Rossetti 58’, 70’ | Marcatori |  |

| Arbitro: | Bellè (Venezia) |

|                                |           |                                              |
| Meucci 40’ (rig.) Fiorindi 62’ | Marcatori | 9’ Bimbi 21’ Ceccherelli 84’ (rig.) Bronzoni |

| Arbitro: | Fornari (Bologna) |

|           |           |                                    |
| Bimbi 24’ | Marcatori | 16’ Nattino 30’ Lulich 64’ Rabitti |

| Livorno 27 febbraio 1955 21ª giornata | Livorno          | 0 – 0 | Venezia | Stadio Comunale\| Arbitro: \| Ferrari (Milano) \| |
| Arbitro:                              | Ferrari (Milano) |       |         |                                                   |

| Arbitro: | Perego (Milano) |

|  |           |            |
|  | Marcatori | 73’ Bodini |

| Arbitro: | Pasini (Novara) |

|                           |           |  |
| Bimbi 46’ Taccola III 82’ | Marcatori |  |

| Arbitro: | De Robbio (Torre Annunziata) |

|                                              |           |                             |
| Taccola III 16’ Bronzoni 35’, 37’ Bodini 88’ | Marcatori | 9’, 28’ Ubiali 74’ Logaglio |

| Arbitro: | Guarnaschelli (Pavia) |

|  |           |                 |
|  | Marcatori | 83’ Taccola III |

| Arbitro: | Gambarotta (Genova) |

|            |           |             |
| Bodini 57’ | Marcatori | 14’ Rizzato |

| Arbitro: | Maurelli (Como) |

|              |           |                 |
| Lojodice 53’ | Marcatori | 52’ Taccola III |

| Arbitro: | Caputo (Napoli) |

|               |           |  |
| Bernardis 81’ | Marcatori |  |

| Arbitro: | Liverani (Torino) |

|                           |           |                  |
| Rao 5’ Voglino 40’ (rig.) | Marcatori | 54’, 73’ Balleri |

| Arbitro: | Basciu (Genova) |

|                                        |           |  |
| Taccola III 11’, 84’ Bronzoni 33’, 39’ | Marcatori |  |

| Arbitro: | Pasini (Novara) |

|                                            |           |                    |
| Bodini 17’, 29’ Bronzoni 44’ Bernardis 50’ | Marcatori | 76’ (rig.) Ziletti |

| Arbitro: | Fornari (Bologna) |

|                                               |           |                 |
| Asta 1’ Bartolaccini 6’ (rig.) Fonda 55’, 64’ | Marcatori | 12’ Taccola III |

| Arbitro: | Cerutti (Legnano) |

|                                                        |           |               |
| Bronzoni 20’ Bernardis 28’ Taccola III 54’ Balleri 60’ | Marcatori | 53’ Corradino |

| Arbitro: | Campagna (Palermo) |

|                  |           |  |
| Filiput 54’, 71’ | Marcatori |  |